# Funzioni di Scorer
In matematica, le funzioni di Scorer sono funzioni speciali indicate  Gi(x) e Hi(x), tali funzioni sono soluzioni dell'equazione differenziale  {\displaystyle y''-xy=1/\pi }. Possono essere definite:
{\displaystyle \mathrm {Gi} (x)={\frac {1}{\pi }}\int _{0}^{\infty }\sin \left({\frac {t^{3}}{3}}+xt\right)\,dt}
{\displaystyle \mathrm {Hi} (x)={\frac {1}{\pi }}\int _{0}^{\infty }\exp \left(-{\frac {t^{3}}{3}}+xt\right)\,dt}
Le funzioni di Scorer possono essere definite anche in termini di funzioni di Airy.